# آبشار فوکورودا
آبشار فوکورودا (به انگلیسی: Fukuroda Falls) آبشاری است که در استان ایباراکی، ژاپن واقع شده و ارتفاع کلی ریزشگاه آن ۱۲۰ متر است.